# Gårdby sandhed
Gårdby sandhed är ett naturreservat i Mörbylånga kommun i Kalmar län.
Området är naturskyddat sedan 2014 och är 39 hektar stort. Reservatet består av en sandmark som tidigare använts som betesmark.